# El Aguacate, Chicontepec
El Aguacate är en ort i Mexiko.   Den ligger i kommunen Chicontepec och delstaten Veracruz, i den sydöstra delen av landet, 210 km nordost om huvudstaden Mexico City. El Aguacate ligger 117 meter över havet och antalet invånare är 138.
Terrängen runt El Aguacate är platt åt nordost, men åt sydväst är den kuperad. Runt El Aguacate är det ganska tätbefolkat, med 86 invånare per kvadratkilometer. Närmaste större samhälle är Chicontepec de Tejada, 10,7 km sydväst om El Aguacate. Omgivningarna runt El Aguacate är en mosaik av jordbruksmark och naturlig växtlighet.